# سیینفوئگوس
سینفوئگوس( تلفظ اسپانیایی: [sjeɱˈfweɣos] ، مرکز استان سینفوئگوس ، شهری در ساحل های جنوبی کوبا می باشد.در نزدیکی ۲۵۰ کیلومتر (۱۶۰ مایل) قرار گرفته شده. از هاوانا و ۱۵۰,۰۰۰ نفر جمعیت دارد. از روز های انتهایی دهه ۱۹۶۰، سینفوئگوس به یکی از مرکز های صنعتی مهم کوبا، به خصوص در قسمت انرژی و شکر دگرگون شده است.  این شهر بنام مروارید جنوب لقب گرفته شده است. اسم این شهر از شهرت خانوادگی خوزه سینفوئگوس، کاپیتان ژنرال کوبا (از سال ۱۸۱۶تا۱۸۱۹) برگرفته شده است.
در سال ۲۰۰۵، یونسکو مرکز تاریخی شهری سینفوئگوس را در لیست میراث جهانی ثبت نمود و از سینفوئگوس به عنوان عالی ترین نمونه حال موجود از اجرای فرانمون اسپانیا در روز های نخست قرن ۱۹ در برنامه ریزی شهری اسم برد.  ناحیه مرکز شهر شامل ۶ساختمان از سال ۱۸۱۹-۱۸۵۰، ۳۲۷ ساختمان از سال ۱۸۵۱-۱۹۰۰، و ۱,۱۸۸ ساختمان از قرن ۲۰ می باشد. هیچ محل دیگری در کارائیب موجود نمی باشد که دارای چنین سنبلی از ساختارهای نئوکلاسیک باشد.

## تاریخ

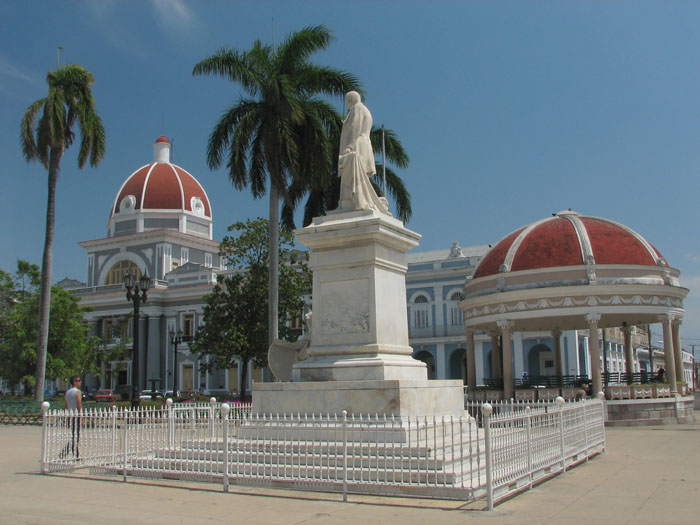
پارک مارتی و تالار شهر

ناحیه ای که شهر در آن واقع گردیده است توسط پیروزمند های نخستین اسپانیایی به نام فرماندهی جاگوا مشهور است. در سرآغاز توسط عموم محلی تاینو اقامت پیدا کردند. کاسیکازگو از زبان تاینو به نام"رئیس" ترجمه می گردد. پس فرماندهی جاگوا رئیس جاگوا بود.
این شهر سپس توسط مهاجر های فرانسوی از بوردو و لوئیزیانا به پیشوایی دون لوئی د کلوئه در تاریخ ۲۲ آوریل ۱۸۱۹ پایدار گردید هم محل ها این شهر را به سربلندی فردیناند هفتم سلطان اسپانیا و رئیس جاگوا، فرناندینا د ژاگوا لقب دادند.  این شهرک پیاپی در سال ۱۸۲۹به یک شهر ( ویلا ) گوناگون گردید که به اسم خوزه سینفوئگوس، کاپیتان ژنرال کوبا (از سال ۱۹۱۶تا۱۸۱۶) و در سال ۱۸۸۰ به یک شهر تغییر اسم داد. مقدار زیادی از خیابان‌های شهر پیشین ریشه فرانسوی را در اسم خود برعکس می‌کنند: به عنوان مثال، بویون گاسل، دی کلوئت، هوروتینر،و گریفو.
در حومه سینفوئگوس صحنه جنگی در طول جنگ اسپانیا و آمریکا در تاریخ ۱۱ مه ۱۸۹۸ میان تفنگداران آمریکایی بود که در تلاش برای قطع خط های ارتباطی زیر آب اسپانیا و دفاع کننده های اسپانیایی بودند.
در اندازه انقلاب کوبا ، این شهر گواه برخاستن جنگ بر ضد باتیستا بود و درتاریخ ۵ سپتامبر ۱۹۵۷ برای جبران بمباران گردید این شهر سپس به یک مرکز صنعتی کلیدی توسعه پیدا کرد که قسمتی از سیاست برنامه‌ریزی «ضد شهری» حکومت انقلابی بود، با پروژه‌های صنعتی از غبیل نیروگاه هسته‌ای ژوراگوآ که هیچ وقت تکمیل نگردید، پالایشگاه نفت «کامیلوسینفوئگوس» به اسم کامیلو سینفوئگوس و کارلوس مارکس» کارخانه سیمان ایجاد شد. 
در سال های 1969 و 1970، کشتی های نیروی دریایی شوروی از این شهر دیدن کردند. گویا که این کار در هم زدن توافق نامه های کندی و  نیکیتا خروشچف در سال ۱۹۶۲ باشد. با این شرایط کنونی، هیچ گونه گزارشی از سمت ایالات متحده صادر نگردید و هیچ گونه تنشی نیز انجام نگرفت. 

در سال ۲۰۰۵، سیل بزرگ دنیس در نزدیک ساعت ۱۳:۰۰ بعد از ظهر به وقت ای اس تی (۱۷:۰۰ یو تی سی ) با سوزش بادهای ۲۳۲برای دومین بار در حومه سینفوئگوس  نازل شد.

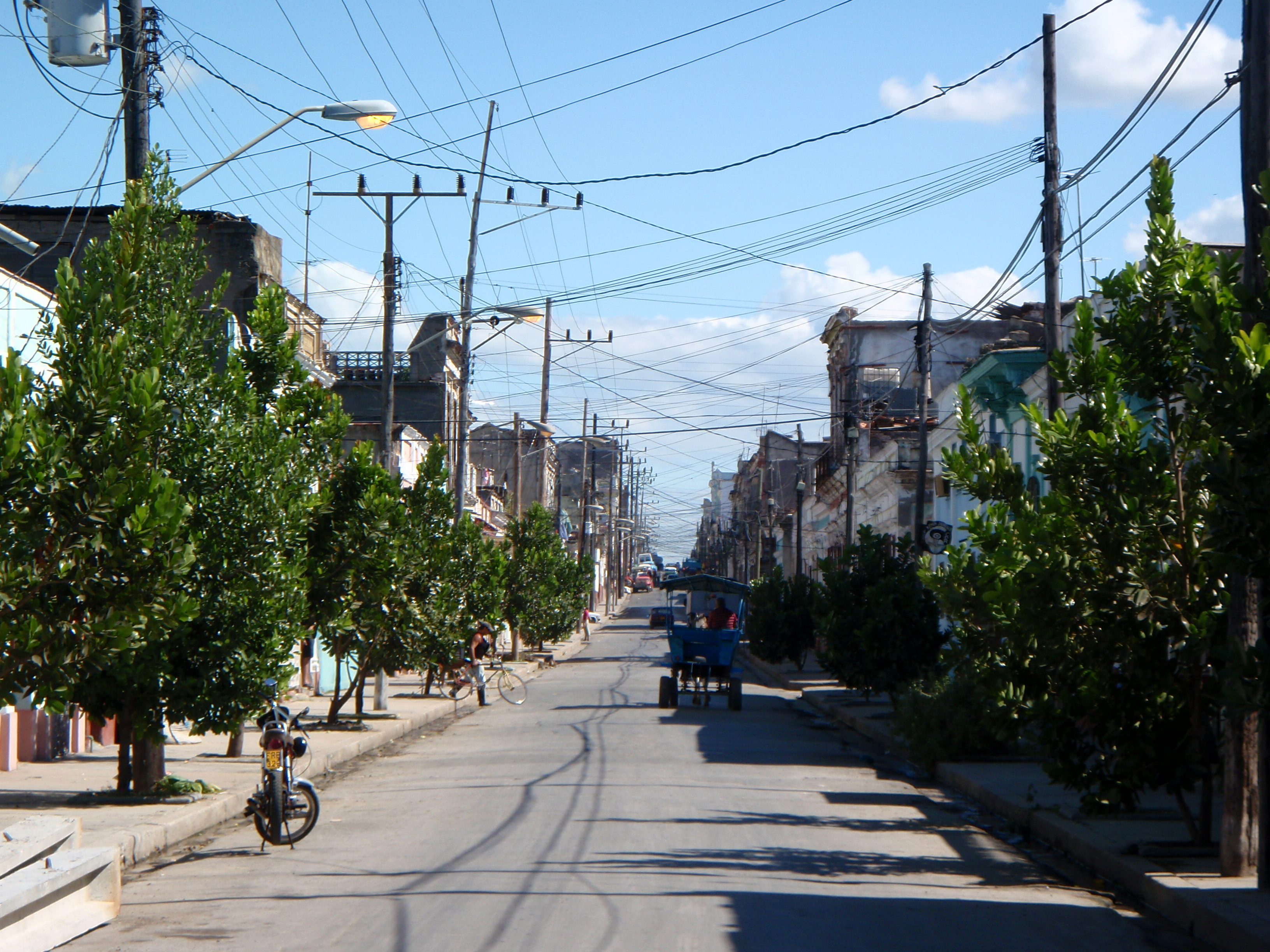
خیابان مسکونی پردرخت در سینفوئگوس در سال ۲۰۰۹

## جمعیت شناسی
در سال ۲۰۰۴، شهرداری سینفوئگوس ۱۶۳,۸۲۴نفر جمعیت داشت. با پیمایش۳۳۳ کیلومتر مربع (۱۲۹ مایل مربع)   ،  با  دارا بودن تراکم جمعیتی ۴۹۲٫۰ بر کیلومتر مربع (۱٬۲۷۴ بر مایل مربع) می باشد.

## ورزش ها
سینفوئگوس گروهی را در سری ملی کوبا به اسم سینفوئگوس الفانتس به میدان می‌برد. از هنگام اضافه شدن به لیگ در سال‌های از سال۱۹۷۷تا سال ۱۹۷۸، عالی ترین نتیجه‌ای که کامارونروها کسب نموده اند، کسب عنوان سوم در سری ملی کوبا ۲۰۱۰–۱۱ می باشد. باآنکه پایان رساندن با عالی ترین رکورد ۵۹–۳۱، فیل ها در نیمه نهایی در ۶ بازی به قهرمان نهایی، پینار دلریو وگوروس مغلوب شد.

## حمل و نقل
این شهر توسط فرودگاه جیمی گنزالس خدمات رسانی می گردد، که تا سال ۲۰۲۱، تا اندازه ای به دلیل شیوع کووید-۱۹، هیچ گونه پرواز هواپیمایی برنامه ریزی شده ای نداشت.

## شهرهای خواهرخوانده
سینفوئگوس دارای شهرهای خواهرخوانده زیر می باشد:
- تاکوما, واشینگتون, ایالات متحده
- اتزاتلان, مکزیک[۱۱][۱۲]
- کمبریج, ماساچوست, ایالات متحده
- کینگستون, انتایو, کانادا(۲۰۰۵)
- باییا بلانکا, آرژانتین
- سن-نزر, فرانسه
- کنتاگم, برزیل

## گالری

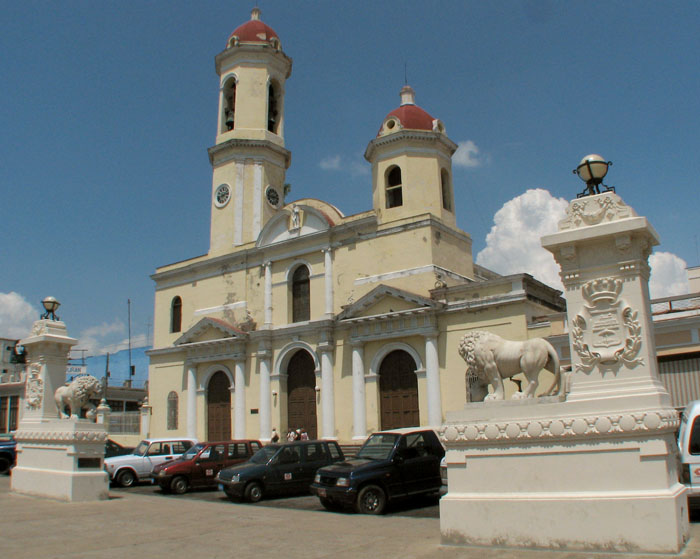
کلیسای جامع سینفوئگوس و شیر های مدیسی
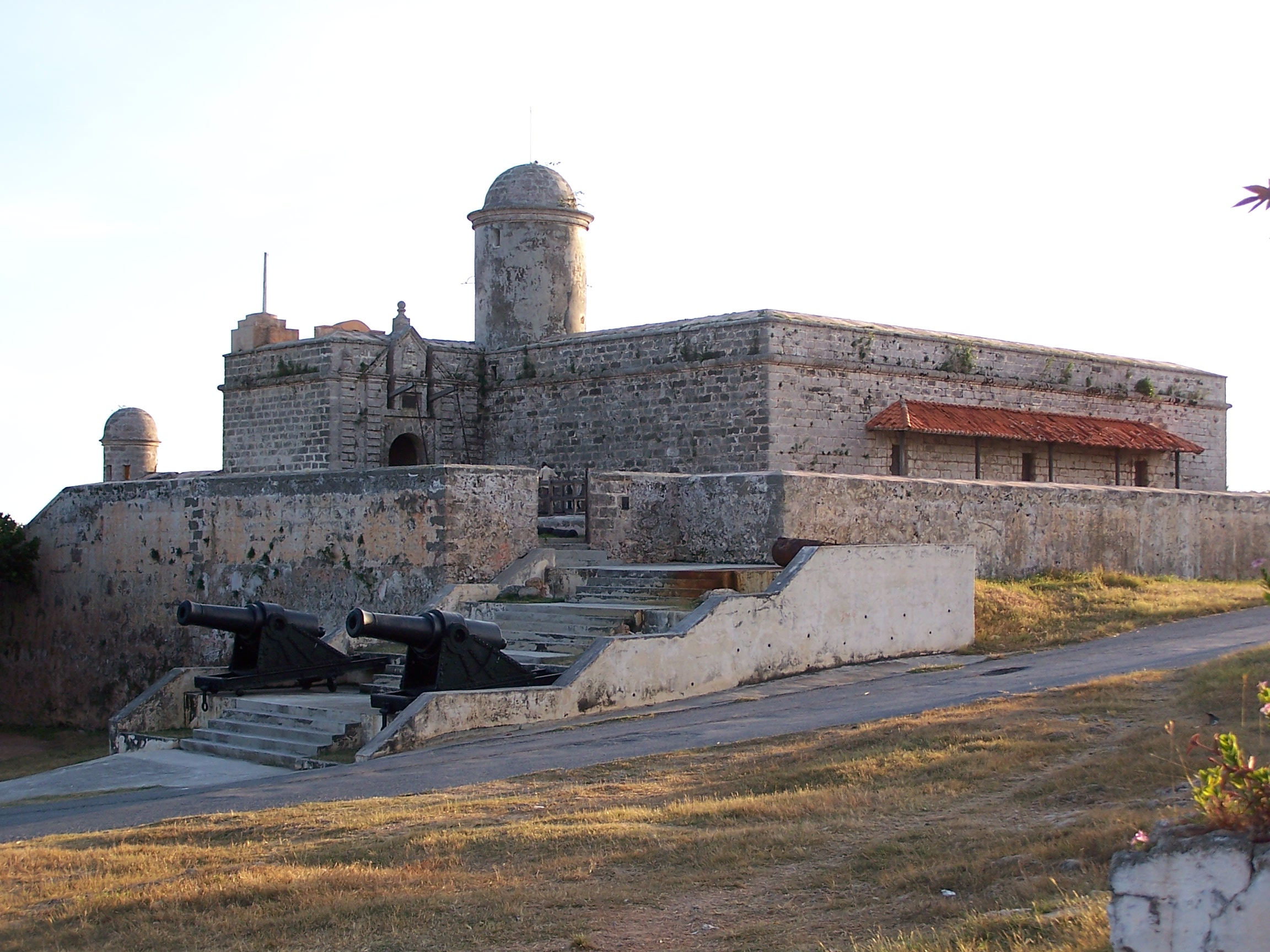
قلعه جاگوا
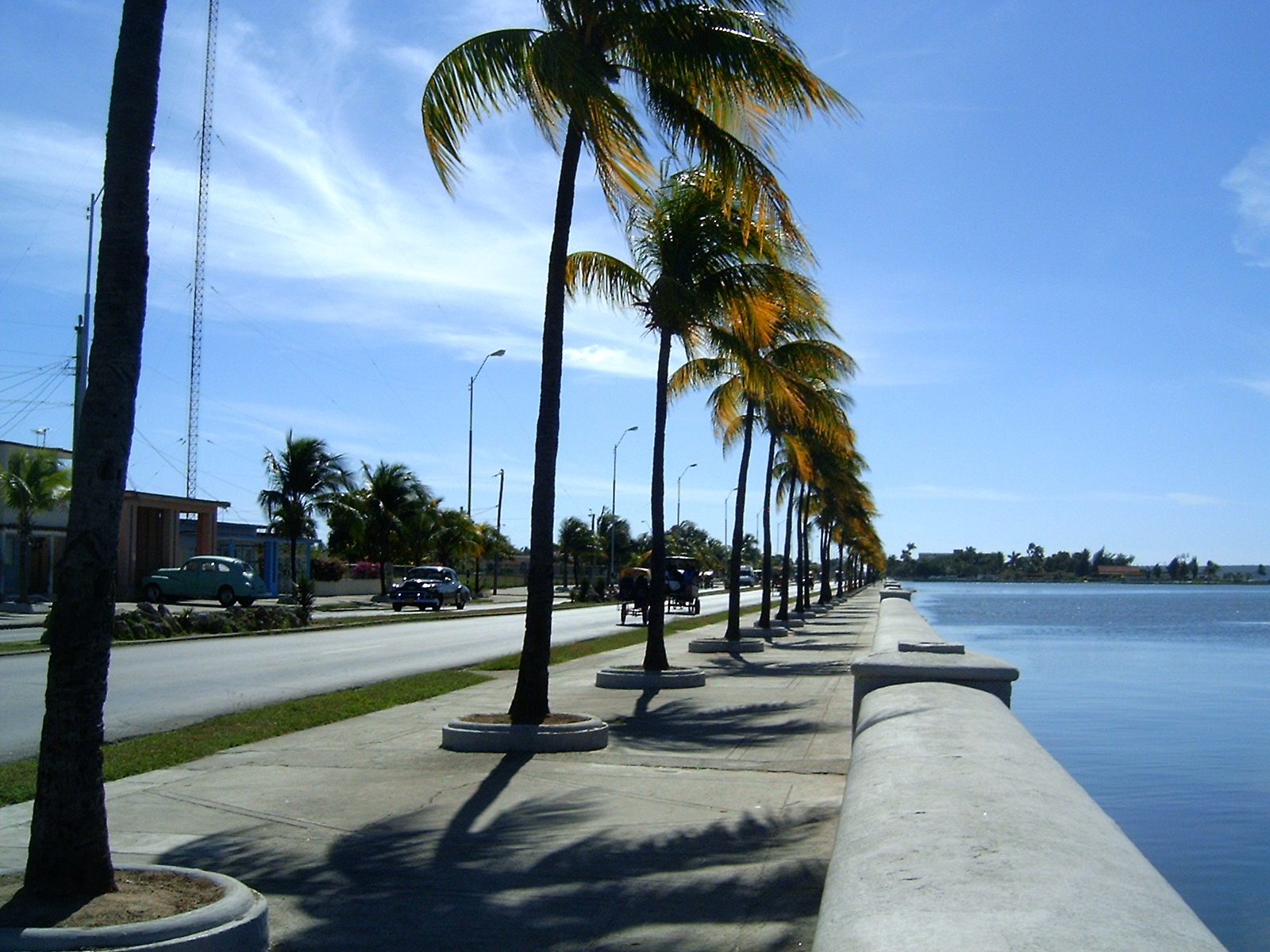
تفرجگاه سینفوئگوس
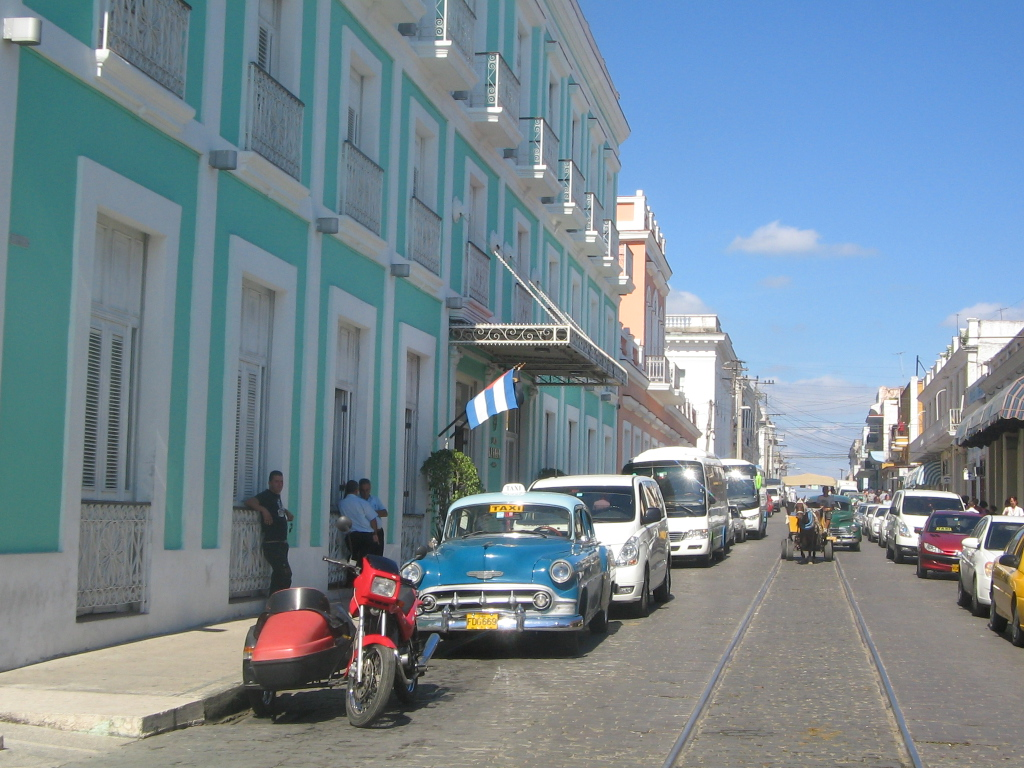
کال دی کلوئت مرکزی با "هتل لا یونیون" (قسمت چپ) و ریل راه آهن باقی مانده از تراموا شهری پیشین
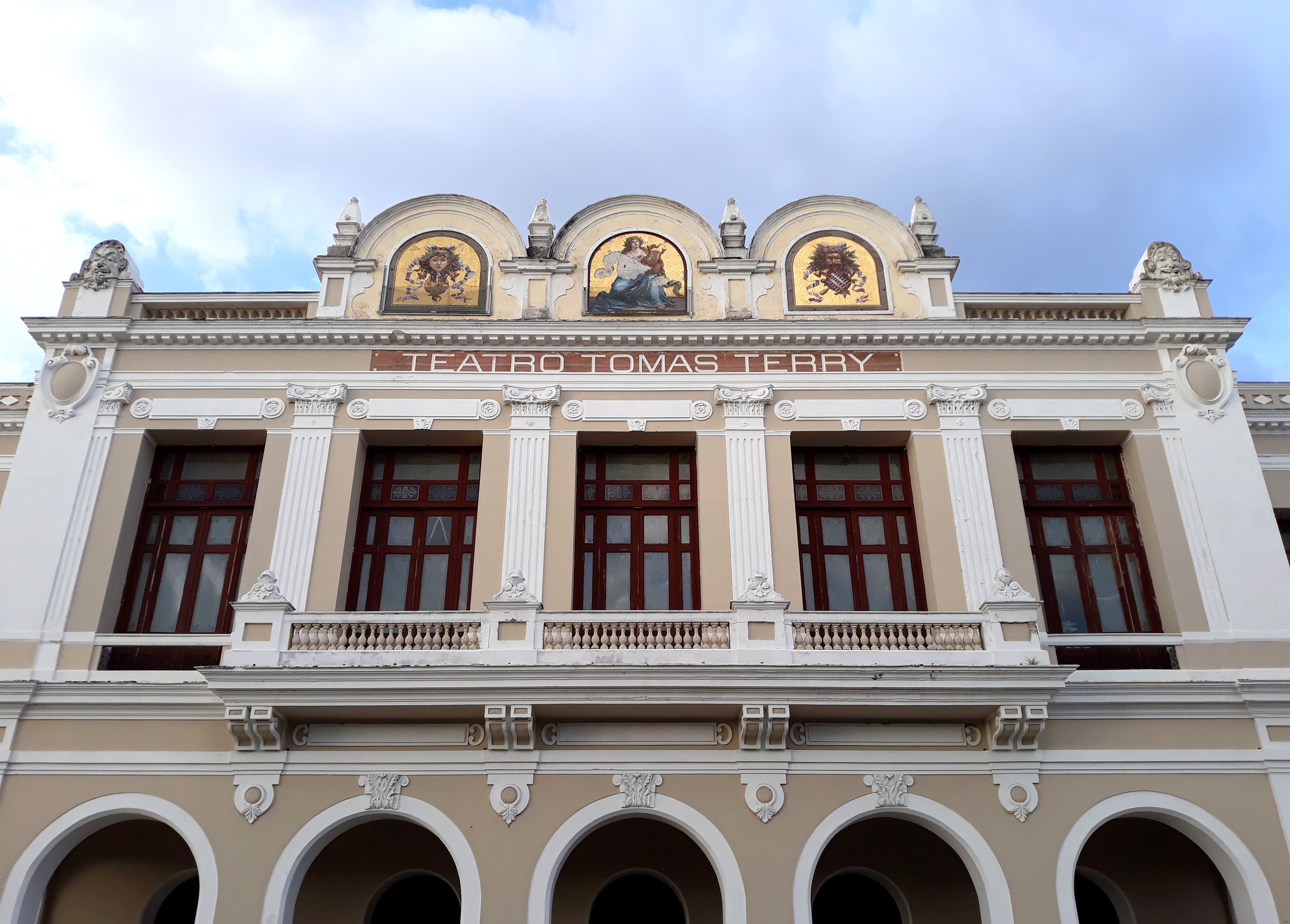
تئاتر توماس تری در سینفوئگوس